# خجکه
خجکه، روستایی از توابع بخش سردار جنگل شهرستان فومن در استان گیلان ایران است.این روستا دارای ۵۳ خانوار میباشد شغل مردم روستا دامداری و کشاورزی میباشد

## جمعیت
این روستا در دهستان آلیان قرار دارد و براساس سرشماری مرکز آمار ایران در سال ۱۳۸۵، جمعیت آن ۱۹۴ نفر (۴۹خانوار) بوده‌است.